# Шаболовська (станція метро)
55°43′11″ пн. ш. 37°36′32″ сх. д. / 55.71972° пн. ш. 37.60889° сх. д.
«Шаболовська» (рос. Шаболовская) — станція Калузько-Ризької лінії Московського метрополітену. Розташована між станціями «Жовтнева» і «Ленінський проспект».
Станція побудована в 1962 р. у складі черги «Жовтнева» — «Нові Черемушки», але через складні геологічні умови, що перешкоджали прокладанню ескалаторного ходу, й очікуваного низького пасажиропотоку до продовження Калузького радіусу у центр, відкрилася лише 6 листопада 1980 р. До відкриття інтер'єр «Шаболовської» було змінено, тому її архітектурне рішення не схоже з архітектурою інших станцій дистанції.

## Вестибюль
Наземний вестибюль станції розташований на вулиці Шаболовка (від вестибюля можна пройти також на вулицю Академіка Петровського). Сполучений зі станційним залом ескалаторним ходом.

## Пересадки
- Трамваї: А, 14, 26, 47

## Технічна характеристика
Конструкція станції — пілонна трисклепінна (глибина закладення — 46,5 м). Діаметр центрального залу — 8,5 м.

## Колійний розвиток
Станція без колійного розвитку.

## Оздоблення
Художнє оздоблення станції присвячено темі освоєння космосу, розвитку телебачення і радіомовлення. У торці залу встановлений підсвічений зсередини вітраж з кольорового скла із зображенням Шуховської радіовежі. Ажурні багатогранні пілони станції оздоблено світлим мармуром. Колійні стіни і частина склепіння в бічних тунелях оздоблено гофрованим алюмінієм, на тлі якого написано назву станції. Підлога викладена сірим гранітом з червоними доріжками, що обрамляють бази пілонів.